# Karol Schayer
Karol Boromeusz Julian Schayer (ur. 25 grudnia 1900 we Lwowie, zm. 15 marca 1971 w Rockford) – polski architekt modernistyczny. W okresie międzywojennym członek Zarządu SARP oraz komisji artystyczno-budowlanej Muzeum Przemysłu i Techniki w Warszawie. 

## Życiorys
Urodził się we Lwowie, był synem Juliana, kupca. W 1919 zdał maturę w lwowskim gimnazjum realnym. Brał udział w obronie Lwowa. Po zakończeniu służby wojskowej rozpoczął studia na Wydziale Architektury Politechniki we Lwowie.  Wkrótce przerwał studia by wziąć udział w akcji plebiscytowej na Spiszu i Orawie. W 1920 jako ochotnik brał udział w wojnie polsko-bolszewickiej. W 1921 ponownie przerwał studia by pomagać w organizacji plebiscytu na Górnym Śląsku. W 1922 powrócił na studia jednocześnie pracując w przedsiębiorstwach i biurach architektonicznych (między innymi w wytwórni drewno-budowlanej Zygmunt Krykiewicz i syn i w biurze architekta Hipolita Śliwińskiego i Edwarda Uderskiego we Lwowie).  W marcu 1926 otrzymał dyplom inżyniera architekta. 
W 1929 ożenił się z Bożeną Sołtysówną – córką polskiego działacza narodowego z Bytomia Joachima Sołtysa. Z małżeństwa tego miał córkę Krystynę

### Działalność przed 1 IX 1939
Od grudnia 1927 pracował jako urzędnik w Wydziale Komunikacji i Robót Publicznych Urzędu Wojewódzkiego Śląskiego w Katowicach projektując w tym czasie m.in. wiele gmachów szkolnych, w 1933 został rzeczoznawcą do spraw architektoniczno-budowlanych przy Sądzie Okręgowym w Katowicach. W 1934 na polecenie wojewody Michała Grażyńskiego zajął się organizacją biura, którego celem było opracowanie projektu, a następnie realizacja  gmachu Muzeum Śląskiego w Katowicach. Od 1935 prowadził wspólnie z Henrykiem Griffelem biuro architektoniczne w Katowicach realizując projekty domów w Katowicach, Chorzowie, Krakowie czy Warszawie. Projektował też w Bielsku i Cieszynie. Jego najwspanialszym dziełem zbudowanym przed wojną, był gmach Muzeum Śląskiego w Katowicach, który jako przejaw "sztuki zdegenerowanej" został zburzony przez Niemców w latach 1941-1944. 

### Lata II wojny światowej
W 1939 będąc członkiem cywilnej obrony polskiego wschodniego terenu Górnego Śląska kierował działaniami ochotników z organizacji niepodległościowych przy pracach zabezpieczających. Następnie po niemieckim ataku 1 września 1939, organizował działania ewakuacyjne w głąb kraju. Zmuszony do ucieczki przed Niemcami za granicę, dotarł do Rumunii, następnie do Stambułu, w grudniu 1940 do Palestyny, gdzie pracował przy polskich oddziałach wojskowych. W latach 1942–1944 przebywał w Erytrei pracując dla wojsk sprzymierzonych w wojskowym biurze projektów. Od 1944 przebywał w Jaffie, gdzie prowadził wykłady dla żołnierzy.

### Działalność po 1945
W 1946 zamieszkał w Bejrucie w Libanie gdzie wspólnie z Wasikiem Adibem prowadził pracownię projektową, z którą zaprojektował w latach 50. i 60. wiele budynków w stylu modernistycznym w Bejrucie, Trypolisie oraz Saidzie. Był również wykładowcą w libańskim Instytucie Malarstwa i Grafiki w Bejrucie. W 1970 był zmuszony wyjechać do Stanów Zjednoczonych gdzie zmarł w 1971 w Rockford (Illinois). 
Zgodnie z jego ostatnią wolą został pochowany na cmentarzu polskim w Bejrucie.

## Wybrane realizacje

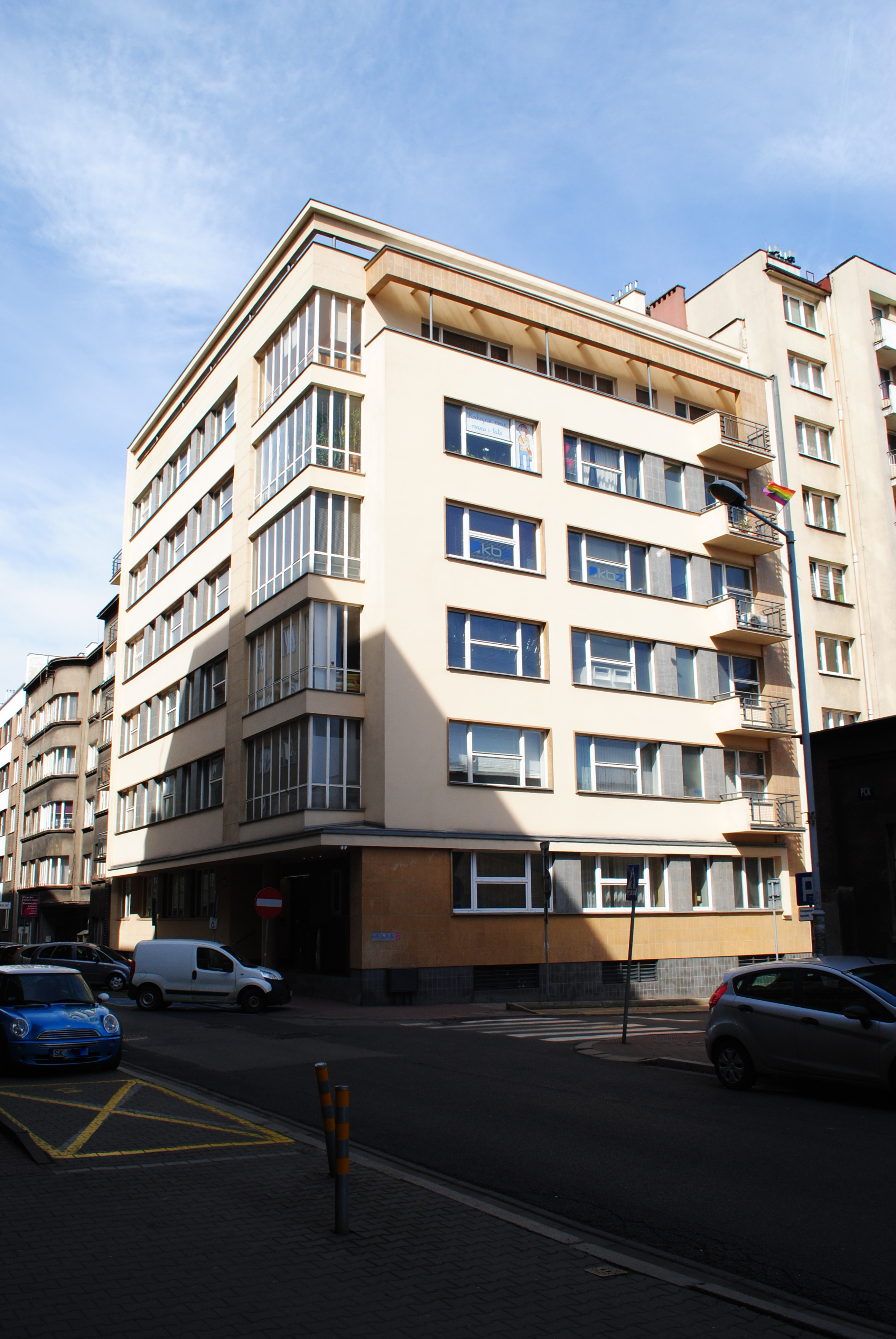
Kamienica przy ul. PCK 6 w Katowicach (2021)

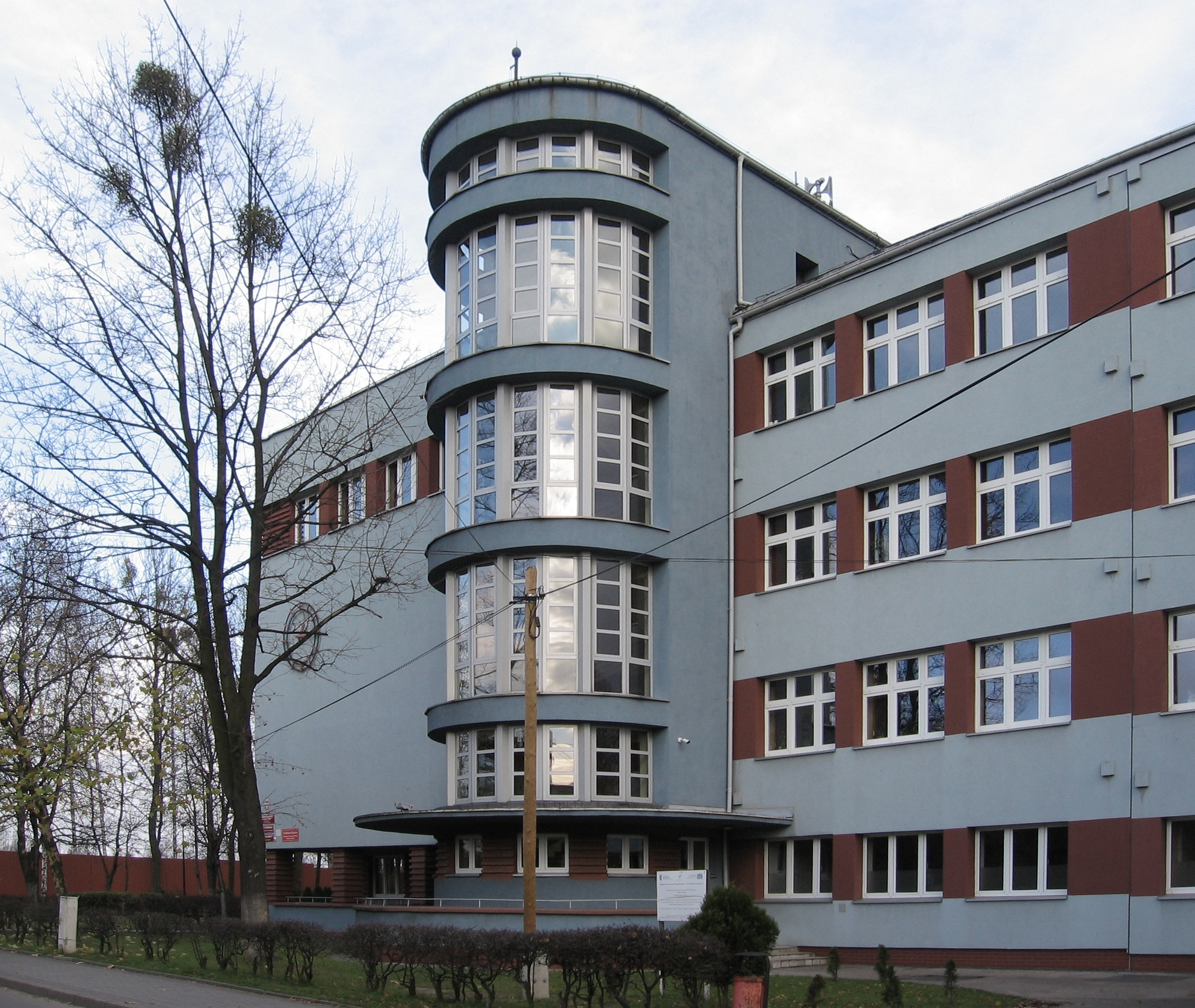
Budynek I Liceum Ogólnokształcącego w Szarleju

- przebudowa ratusza w Chorzowie (projekt konkursowy wspólnie z Witoldem Eyssmontem, 1927–1929)
- gimnazjum w Mikołowie, obecnie nr 1 (proj. 1928) wraz z willą dyrektora gimnazjum (proj. 1932)
- gimnazjum w Lublińcu, obecnie Zespół Szkół im. A. Mickiewicza (proj. 1928)
- obecne Liceum Ogólnokształcące w Piekarach Śląskich, ul. Gimnazjalna 24 (proj. 1929, realizacja 1931)
- szkoła w Katowicach-Załężu (1932)
- Muzeum Śląskie w Katowicach przy placu Bolesława Chrobrego (proj. 1935-36, realizacja 1936-39, rozebrane w latach 1941–44 przez Niemców)
- szkoła powszechna w Radzionkowie, obecnie Szkoła Podstawowa nr 2, ul. Szymały 36 (1935-37)
- dom czynszowy Wojciecha Żytomirskiego, ul. PCK 6 (róg PCK i Drzymały) w Katowicach (1936)
- Międzynarodowy Bank Handlowy, ul. Andrzeja Mielęckiego 10 w Katowicach (1936)
- dom czynszowy Łabusiów przy ul. gen. H. Dąbrowskiego 24 w Katowicach (1936)
- dom Marii i Jana Kędziorów, al. Wojciecha Korfantego 68 w Katowicach (1936-37)
- port lotniczy i hangar lotniska w Aleksandrowicach pod Bielskiem (proj. 1936)
- dom M. Rybki przy ul. Rymera 8 w Katowicach (proj. 1936, real. 1936-38)
- willa Chmielewskich na ul. Frascati 4 w Warszawie (wspólnie z Marią Wroczyńską[1], proj. 1938),  przebudowana po 1945 roku
- dom czynszowy dr. Bronisława Radowskiego, al. Wojciecha Korfantego 60 w Katowicach (proj. 1937, realizacja 1937-38)
- szkoła powszechna w Gierałtowicach
- szkoła powszechna w Knurowie
- budynek kliniczny z blokiem operacyjnym w Szpitalu Śląskim w Cieszynie
- most na Wiśle łączący Goczałkowice z Czechowicami-Dziedzicami
- gimnazjum w Bielsku-Białej
- szkoła powszechna w Aleksandrowicach
- szkoła powszechna w Dziedzicach
- szkoła powszechna w Raju
- Dom Sportu przy ul. Kilińskiego 23 w Katowicach
- prawdopodobnie szpital w Asmara Arsenal (Erytrea) (1943)
- AUB Alumni Club w Bejrucie (1952)
- drukarnia Dar Al Sayad w Bejrucie (1954)
- hotel Carlton w Bejrucie (1956)
- Shell Building w Bejrucie (1959)
- siedziba spółki Kadicha w Trypolisie